# Sphaerotherium giganteum
Sphaerotherium giganteum är en mångfotingart som beskrevs av Porath 1872. Sphaerotherium giganteum ingår i släktet Sphaerotherium och familjen Sphaerotheriidae. Inga underarter finns listade i Catalogue of Life.